# Viktor Maslov (futebolista)
Viktor Aleksandrovich Maslov (Moscou, 27 de abril de 1910 –– Moscou, 11 de maio de 1977) foi um futebolista e treinador soviético de origem russa. Embora seja virtualmente desconhecido fora do antigo bloco soviético, Maslov é visto como um dos treinadores mais inovativos e influentes da história do futebol, podendo, segundo o cronista Jonathan Wilson, ser considerado como o "pai do futebol moderno" pela inflência que acabou tendo em sua passagem como treinador do ucraniano Dynamo Kyiv.

## Carreira

### Rússia
Nascido ainda durante o Império Russo, em 1910, Maslov foi um dos principais jogadores dos primeiros anos da liga soviética, que se iniciara em 1936. Um médio robusto e de imposição, excelente nos passes e lançamentos, Moslov fez parte do time do Torpedo Moskva que terminou com o segundo lugar no campeonato de Moscou na temporada 1934/35, e foi o capitão do time entre 1936 e 1939, levando o clube à vitória em um torneio internacional na França em 1938, algo bastante prestigiado à época. No mesmo ano que abandonou sua carreira como jogador, em 1942, quando estava com 32 anos, virou treinador, assumindo a função no próprio Torpedo. Com três passagens exercendo o cargo no clube, a segunda é de longe a mais bem-sucedida: ele levou o clube ao seu primeiro título no campeonato soviético, em 1960, e também ao terceiro título da equipe na Copa da União Soviética –– ironicamente, o primeiro título do clube ocorrera no ano seguinte à sua saída em sua primeira passagem, em 1949, embora tenha chegado à final dois anos antes, perdendo por 2 x 0 para o Spartak Moskva ––. Além do título, ele também obteve dois vice-campeonatos soviéticos e outros dois na copa soviética.

### Ucrânia
Apesar do sucesso de Maslov com o Torpedo, sua passagem pelo ucraniano Dynamo Kyiv, entre 1964 e 1970, acabara sendo mais importante e prestigiada, transferindo o centro do futebol soviético de Moscou para a capital ucraniana, e que também acabara por impactar o futebol como um todo posteriormente.
Em sua passagem, Maslov se tornou o primeiro treinador conhecido a ter cuidados com a nutrição dos jogadores, assim como inventou a formação 4-4-2, juntamente com a noção de pressão, que, como definiu o cronista Jonathan Wilson, pode ser considerado como o berço do futebol moderno. Wilson credita a Maslov o feito de ser um dos pioneiros do jogo por pressão; algo significativo, uma vez que antes de Moslov, as equipes tendiam a permitir ao oponente mais tempo com a bola, enquanto a estrátegia do russo evitava que isso ocoresse, impedindo que eles tivessem tempo e espaço para executar as jogadas, levando o jogo a se tornar baseado mais na velocidade e aptidão física, que se tornou comum no futebol europeu e sul-americano, os dois principais palcos mundiais. Valeriy Lobanovskiy, que acabaria por se tornar o maior e mais conhecido treinador do futebol soviético e do próprio Dynamo, fora seu discípulo, embora tenha sido dispensado do clube pelo treinador russo em seu primeiro ano, o que gerou uma grande polêmica à época e o motivo sempre fora obscuro e sujeito a diversas especulações e teorias.